# نهر آمر

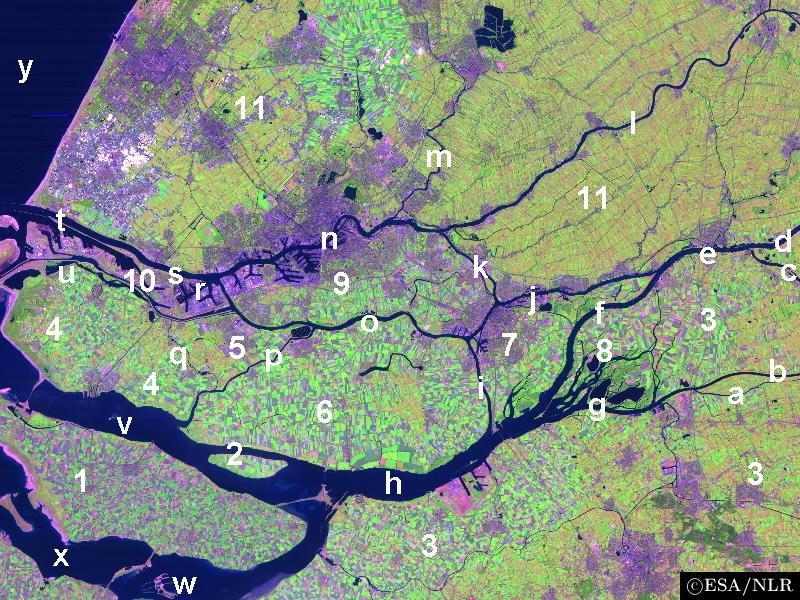
صورة فضائية لدلتا راين-نهر الميز, ويظهر بها نهر أمر (g)

نهر "آمر "، هو نهر يقع في مقاطعة شمال برابانت الهولندية. يُعد امتدادًا لنهر بيرخسه ماس، وينبع من نهر دونغه بالقرب من بلدة رامسدونكسفير حتى النقطة التي يلتقي فيها بنهر نيوفه ميرفيده ليشكلا معًا مصب "هولاندس ديب"، يبلغ طوله الإجمالي حوالي 20 كيلومترًا (12 ميلًا). يُعتبر نهر آمر طريقًا ملاحيًا رئيسيًا، كما يُشكّل الحدود الجنوبية لمنتزه بيسبوش الوطني.
في عام 1886، أدى تقسيم نهري ماس وفال إلى جعل نهر آمر مصبًا لنهر ماس. وقبل التدخلات البشرية في أوائل القرن العشرين، كان سمك السلمون يصل إلى نهر بيرخسه ماس عبر نهر آمر.
يشتهر النهر أيضًا بوجود محطة "أميرسنتراله" على ضفته، وهي واحدة من أكبر محطات توليد الطاقة في هولندا. ونتيجة لذلك، تستخدم السفن التي تنقل الفحم إلى المحطة الجزء الشرقي من النهر، وغالبًا ما تأتي من قناة فيلهلمينا.